# Ève de ses décombres
Ève de ses décombres est un roman d'Ananda Devi paru en 2006. Le cadre du récit est Troumaron, une banlieue de Port-Louis. En alternant entre les points de vue d'Ève, Sadiq, Savita et Clélio, quatre narrateurs adolescents, le roman raconte les évènements qui mènent à la mort de Savita et ce qui s'ensuit. 

## Résumé
Après que l'usine qui donnait de nombreux emplois à la population de Troumaron ait fermé, la mère d'Ève fait face à d'importantes difficultés financières. Pour poursuivre ses études, Ève, âgée de 17 ans, doit se prostituer. Tous les soirs après les cours, son professeur de biologie donne à Ève des cours particuliers en échange de relations sexuelles avec elle dans une salle de cours. Savita, l'amie d'Ève, l'attend à chaque fois à l'extérieur du lycée, consciente de ce que fait sa camarade. Sadiq, qui est amoureux d'Ève, tente de protéger celle-ci et de l'empêcher d'aller trop loin, considérant qu'elle pourrait s'en sortir autrement.
Un jour, le professeur qui couche avec Ève surprend la présence de Savita, qui s'était approchée pour vérifier que tout se passait bien. Ève rentre chez elle avec Savita et elles se séparent. Savita n'a qu'une centaine de mètres à parcourir pour rentrer chez elle.
Le récit montre progressivement, en montrant l'effroi des narrateurs, ce qui est arrivé à Savita. Son corps lacéré a été retrouvé dans une poubelle, juste à côté de chez elle. Tout le monde suspecte immédiatement Clélio, réputé pour être dangereux. Ce dernier est arrêté et incarcéré alors qu'il est innocent. Un policier confie à Ève un pistolet dans le but de lui assurer une protection. Ève réalise rapidement que le meurtrier de Savita est son professeur de biologie, honteux d'avoir été aperçu alors qu'il couchait avec son élève. Elle se rend chez son professeur et le tue avec le pistolet du policier. Sadiq, qui avait compris la situation, s'était précipité chez le professeur. Il arrive juste après le meurtre et dit à Ève qu'il va se dénoncer à sa place. Ève refuse, prête à assumer son acte.

## Analyses et commentaires

### Le corps
Le corps d'Ève est au cœur du récit, il est son unique possession, son unique moyen de s'en sortir. Elle présente elle-même son corps comme « ma monnaie d’échange avec le destin. ». Son corps est caractérisé par sa faiblesse, sa maigreur, mais aussi par le désir qu'il provoque chez les hommes. Ève subit de nombreuses violences morales et physiques mais est pleine de confiance dans son rapport à son propre corps, elle est détachée et se moque de la perception qu'ont les autres d'elle. Sadiq estime qu'elle tire une satisfaction malsaine de cette situation et qu'elle gâche ses capacités.
Clélio mutile son corps pour y graver le nom de son frère, Carlo, qui est parti il y a dix ans tenter sa chance en France. Clélio voit ce départ comme une trahison, qu'il tente de punir en abîmant son propre corps. En s'inscrivant le nom de son frère à même la peau, il cherche à annuler sa propre existence ainsi que celle de son frère en les réunissant dans un seul et même corps.

### La violence
Le récit est empreint d'une grande violence que reflètent chacun des personnages. La violence est d'abord celle qu'ils subissent : Ève est violée, Sadiq est rejeté par Ève, Savita est assassinée et Clélio est victime d'une erreur judiciaire. Mais la violence n'est pas seulement subie, car les personnages rendent les coups. Ève tue son professeur, Sadiq exprime son amour pour Ève en écrivant des poèmes, Savita est vengée par Ève. 
La violence de Clélio est la plus symbolique. Dès le début du récit, il affirme son désir de commettre un meurtre, ce qui laissera supposer un temps qu'il est à l'origine de la mort de Savita. Il utilise sans arrêt le champ lexical du combat et de la violence extrême : « Mais moi, j’aimerais bien ça. Sentir les coups, donner des coups, éprouver la liberté de ma rage comme un vent acide qui me transperce et efface la mémoire. » Il se décrit lui-même comme une menace, comme un individu capable du pire. 

### L'impuissance et la révolte
Les quatre narrateurs errent dans Troumaron entre ennui, misère et violence. Ils sont sans cesse opposés au monde des adultes : la mère d'Ève est passive et incapable d'aider cette dernière, le père d'Ève bat sa fille, la mère de Clélio ne parvient pas à comprendre son fils, le professeur de biologie est un meurtrier et les policiers n'apparaissent que pour condamner Clélio. D'ailleurs, le policier qui donne son arme à Ève peut être perçu comme une menace de plus venue du monde des adultes, car ce geste peut représenter une provocation visant à voir jusqu'à quelles horreurs Ève ira commettre dans son délabrement.
Troumaron est un endroit de misère, présenté comme une prison de laquelle il faut absolument fuir. Clélio se montre jaloux de son frère qui est parti faire sa vie en France. Port-Louis, qui est tout proche, est un symbole d'espoir, c'est une ville qui renvoie des images de bonheur, de richesse, et de paix.
Face à l'impuissance que les personnages éprouvent, une grande révolte naît en eux. Cette révolte apparaît chez Sadiq sous les traits de la poésie. Pour Ève, elle consiste à avoir une perception valorisante, presque héroïque, de l'usage qu'elle fait de son corps. Savita se révolte par l'amour profond qu'elle éprouve envers Ève et sa volonté de protéger cette dernière. Clélio se révolte de façon très terre à terre en dénonçant les injustices qui touchent les habitants de Troumaron. Il s'attaque à l'aliénation causée par le travail, à l'inaction du gouvernement pour sortir les gens de leur misère, aux relations entre les hommes et les femmes, au racisme. C'est un être en colère, plein de rage contre lui-même et contre les autres. Son discours est acharné, plein de phrases courtes et sincères.

### La poésie
Le style riche en métaphores met en lumière l'importance de la poésie dans le récit. Par exemple, le nom de Sadiq recèle un double sens. Son surnom est Sad (en anglais : triste), mais il est également Sadiq (sadique : cruel). Son nom est donc empreint d'une certaine symbolique qui renforce son caractère. Par ailleurs, Sadiq est très sensible à la poésie et à la force des mots. Il a découvert en cours de français les poèmes d'Arthur Rimbaud, qu'il considère comme son double car il voit en lui un jeune plein de révolte, désireux de fuir de son milieu avec pour seule arme la poésie. Par les yeux de Sadiq, la lecture apparaît comme un acte salvateur, qui permet de s'échapper de Troumaron. Sur les murs de sa chambre, il écrit des messages destinés à Ève : « Je lui dédie toutes les phrases dont je noircis mes murs. Je lui dédie mes soleils amers. ».

## Adaptations
Les enfants de Troumaron, film de Harrikrisna Anenden, mari d'Ananda Devi.